# Fritz Riemann (Architekt)
Fritz Albin Ferdinand Riemann (* 26. Februar 1881 in Schlotheim; † 9. März 1955 in Leipzig)  
war zwischen den beiden Weltkriegen der wichtigste private Architekt und Städteplaner in Leipzig.

## Wirken
Der Sohn eines Bäckermeisters studierte 1907/08 an der Technischen Universität Darmstadt. 1908 zog er nach Leipzig, wo er von 1911 bis 1917 für den Architekten Georg Lubowski arbeitete. Während dieser Zeit plante Riemann neben Privatbauten auch die Eisenbahnersiedlung in Lindenthal, deren Ausbau er nach der Schließung von Lubowskis Architekturbüro ab 1919 als selbstständiger Architekt leitete. 1921 gestaltete er eine Wohnanlage in der Leipziger Blochmannstraße. Von 1922 bis 1939 beauftragte ihn hauptsächlich die neugegründete Baugenossenschaft für die Reichsfinanzbeamten, aus der 1990 die Vereinigte Leipziger Wohnungsgenossenschaft e.G. (VLW) hervorging und für die Riemann ungefähr 2000 Wohnungen in den Leipziger Stadtteilen Connewitz, Eutritzsch, Gohlis und Leutzsch errichtete. Neben den Wohnungen für seinen Hauptauftraggeber konzipierte Fritz Riemann etwa 500 Wohnungen und zahlreiche Einfamilienhäuser für private Auftraggeber. Für die Zeit vom Ende des Zweiten Weltkriegs 1945 bis zu seinem Tod im Jahr 1955 sind keine Planungen oder Entwürfe bekannt. Eine bereits von 1940 bis 1942 entworfene Wohnanlage für den Stadtteil Mockau, deren Ausführung wegen des seit 1940 bestehenden Neubauverbots für Wohnhäuser scheiterte, wurde ebenfalls nicht mehr verwirklicht. 

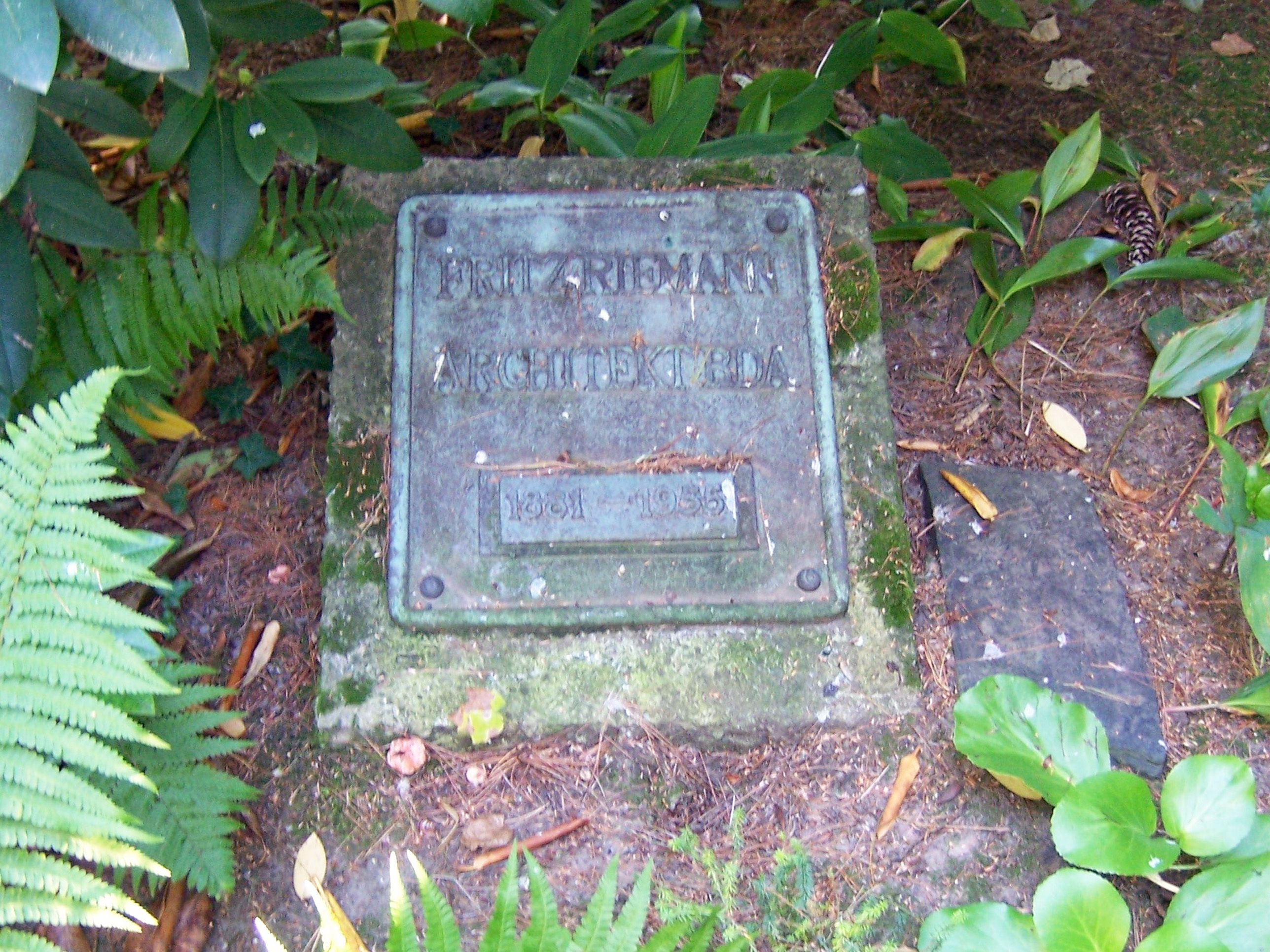
Seine Grabstätte

Fritz Riemanns Grab befindet sich auf dem Leipziger Südfriedhof.

## Bauten (Auswahl)
Riemanns Entwürfe zeichneten sich durch eine hohe architektonische und städtebauliche Qualität aus. Er fasste die einzelnen Häuser zu symmetrischen, durch Erker und Giebel gegliederte Baugruppen zusammen.
- Eisenbahnersiedlung in Lindenthal (heute Stadtteil von Leipzig)
- Wohnanlage Blochmannstraße, Leipzig
- Wohnungen in den Leipziger Stadtteilen Connewitz, Eutritzsch, Gohlis und Leutzsch
- Wohnungen in der Ludwig-Beck-Straße, Leipzig
- Wohnungen in der Hoeppnerstraße, Leipzig
- Coppistraße 23, Leipzig
- Coppistraße 30 / Renkwitzstraße 2, Leipzig
- Krokerstraße 14a / Wustmannstraße 1, Leipzig
- Rudi-Opitz-Straße 2–8, Leipzig
- „Riemann-Quartier“, Leipzig